# Никола Якимовски
Никола Якимовски (на македонска литературна норма: Hикoлa Jaкимoвcки) е северномакедонски футболист, защитник.

## Кариера
Якимовски е юноша на Македония Гьорче Петров. Играе за мъжкия отбор един сезон, след което през 2010 г. преминава в унгарския Ференцварош. Там не получава много шансове и на полусезона 2010/11 е преотстъпен на Тетекс. На 24 август 2011 г. е привлечен в сръбския Явор Иваница, а през декември 2012 г. е закупен от японския Нагоя Грампус за сумата от 1 млн. евро. Първият му мач за японците е на 2 март 2013 г. срещу Джубило Ивата. През 2015 г. преминава в италианския Комо. През октомври 2015 г. се появяват спекулации, че благодарение на българския си паспорт, Якимовски ще облече фланелката на България. Това е опровергано от старши треньора Ивайло Петев.

### Национален отбор
Никола Якимовски е играл за всички юношески гарнитури на Северна Македония. Има възможност да избере да играе за мъжкия отбор на Северна Македония, или този на България поради двойното си гражданство.